# Potápka skořicovohrdlá
Potápka skořicovohrdlá (Tachybaptus rufolavatus) je vyhynulý druh potápky, který se endemicky vyskytoval na madagaskarském jezeře Alaotra. 

## Popis
Tato nevelká potápka měřila 25 cm. Dospělec ve svatebním šatu měl černé temeno a hřbet. Tváře a krk byly žlutohnědé až kaštanové, na bradě a hrdle zbarvení přecházelo až do bílé. Břicho bylo skořicové s tmavě šedým skvrněním. Boky byly šedavé s rezavým nádechem. Statný zobák byl černohnědý s bělavou špičkou a bledě žlutou skvrnou u kořene. Duhovky byly světle žluté, nohy zelenošedé. Prostý šat byl méně výrazných barev, horní partie byly spíše do hněda, světlé partie opeření byly více kropenaté a světlá skvrna u kořene zobáku chyběla.

## Výskyt a vyhynutí
Jediný místem výskytu potápky skořicovohrdlé bývalo jezero Alaotra, největší jezero Madagaskaru. Jezero je umístěno v nadmořské výšce kolem 1000 m. Potápka skořicovohrdlá byla na jezeře naposledy spatřena v letech 1982 a 1985, od té doby je považována za vyhynulou.
Za vyhynutím stálo pravděpodobně hned několik faktorů. K nim patřila introdukce invazivních druhů ryb. Introdukované býložravé ryby, jako jsou kapři a tilápie (Tilapia), začaly ve velkém požírat rostlinné druhy, jako byly lekníny, které poskytovaly důležitý biotop pro vodní bezobratlé živočichy i místní druhy ryb, primární potravy potápek skořicovohrdlých. Introdukované predátorské ryby (okounci (Micropterus sp.), Channa sp.) zase představovaly přímé potravní konkurenty potápek. Rozvoj rybářství na jezeře s sebou přinesl vysokou úmrtnost potápek i jiných vodních ptáků v důsledku zamotání do rybářských nylonových sítí. Břehová vegetace rákosin podél jezerních břehů byla posekána a zabrána za účelem přeměny na rýžová pole, čímž došlo k razantnímu snížení hnízdních příležitostí potápek. Dalším faktorem bylo také znečištění jezera pesticidy a sedimenty z okolní prudce se rozmáhající zemědělské krajiny.
Introdukce býložravých ryb po roce 1945 navíc začala vytvářet ideální podmínky pro expanzi potápky malé, která preferuje otevřenější vodní plochy bez vodních rostlin. Potápka malá na Madagaskar patrně dorazila někdy v průběhu 20. století z Afriky. Jedná se o druh blízce příbuzný potápce skořicovohrdlé, a oba druhy se mohou vzájemně křížit. S šířením potápky malé v jezeře Alaotra prudce narůstal výskyt kříženců, což vedlo k rychlému úbytku čistokrevných potápek skořicových. Potápky skořicové se měly vyskytovat i na jezerech v oblastech kolem Antsalova a Isalo, nicméně jejich výskyt tam byl poprvé zaznamenán jen nedlouho před vyhynutím, což napovídá, že se spíše jednalo o křížence. Potápka skořicová navíc měla jen velmi krátká křídla, která z ní činila jen velmi slabého letce, takže se nepředpokládá, že by čistokrevní jedinci na několik set kilometrů vzdálená jezera dokázali doletět.